# AMV视频格式
AMV是炬力集成电路设计有限公司定义的一种Motion JPEG视频格式，是Actions Media Video的缩写。
该格式诞生于2005年，是互联网上比较流行的一种视频格式，用户可以在搜索引擎上找到很多AMV视频文件。
这种文件比起MPEG类文件的缺点是文件尺寸大，视频质量一般。但能播放这类视频的播放器非常便宜。